# ورزشگاه بدوک
ورزشگاه بدوک (به لاتین: Bedok Stadium) یک ورزشگاه در سنگاپور است که در بدوک واقع شده‌است.